# 도라에몽 모두 놀자! 미니도라랜드
도라에몽: 모두 놀자! 미니도라랜드(ドラえもん みんなで遊ぼう！ミニドランド)는 2003년에 에폭사에서 판매한 액션 장르의 비디오 게임이다. 이 게임은 일본에서만 발매하였으며, 게임을 즐길 수 있는 인원 수는 1명부터 최대 4명까지이다.